# 양난벽

회황후 양씨(懷皇后 梁氏, ? ~ ?)는 중국 위진남북조시대의 인물이자, 서진의 황후이다. 원래 이름은 양난벽(梁蘭璧)이고, 서진 회제의 아내이며, 시호는 회황후(懷皇后)이다.
중국 진서에도 그녀의 생애를 알 수 없으나, 단 5권 회제기에만 그녀에 대한 이름과 생애에 대해서만 나와있다.
회제가 307년에 황제가 되자 황후가 되었으며, 그러나 전조의 열종 소무제인 유총이 311년에 회제를 사로 잡는데, 이것을 영가의 난이라고 한다. 그녀도 회제와 같이 잡혀갔으며, 그 이후 어떻게 죽었는지 알 수 없다.

## 가족 관계
- - 시부 : 세조 무황제 사마염(世祖 武皇帝 司馬炎)
  - 시모 : 효회태후 왕씨 왕원희(曉懷太后 王氏 王媛姬)
    - 남편 : 서진 회제 사마치(西晋 懷帝 司馬熾)